# Sameba
Sameba – wieś w Gruzji, w regionie Dolna Kartlia, w gminie Calka. W 2014 roku liczyła 693 mieszkańców.